# 施陶丁格合成反应
施陶丁格合成反应（英語：Staudinger synthesis）是发生在亚胺与烯酮反应[2+2]环加成反应，用于制备β-内酰胺。

## 历史
此反应由德国化学家赫尔曼·施陶丁格在1907年发现并首先报道，但在发现之后的很长一段时间内一直没有得到重视。1940年代具有β-内酰胺环系骨架的青霉素结构得以阐明，重新引起了人们对该反应的兴趣。1950年科里等利用此反应，成功构建了首个合成青霉素分子中的β-内酰胺环系。